# Nino Pisano
Nino Pisano (Pisa, 1315 circa – Pisa, 1370 circa) è stato uno scultore e orafo italiano, attivo dal 1343 al 1368. Figlio di Andrea Pisano, fu uno dei massimi scultori del Trecento italiano.

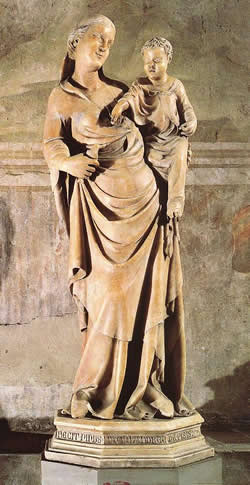
Madonna con Bambino, basilica di Santa Maria Novella, Firenze

Il suo stile, pur rielaborando i motivi della grande tradizione scultorea pisana da Nicola a Giovanni, si allontana dal classicismo del padre per aderire alle innovazioni della scultura gotica francese, con soluzioni di raffinata eleganza, caratterizzate da pose sinuose, panneggio spezzato nervosamente e sereno compiacimento.

## La vita e le opere
Non si hanno notizie certe né sulla sua nascita, né sulla sua formazione, che con molta probabilità avvenne a Pisa nella bottega del padre Andrea.
Numerose sono state le collaborazioni con il padre, databili agli anni trenta del secolo, soprattutto nel piccolo oratorio di Santa Maria della Spina dove si trovano le statue della Madonna della Rosa fra i santi Pietro e Giovanni Battista e la copia della famosa Madonna del Latte (l'originale è ora al Museo nazionale di San Matteo). Sempre per la chiesa della Spina eseguì insieme al padre le tre guglie sull'altare maggiore e scolpì una graziosa Madonna con Bambino posta sulla guglia centrale (anch'essa conservata al Museo nazionale di San Matteo).
Collaborò con il padre anche alla Tomba Saltarelli nella chiesa di Santa Caterina a Pisa (con almeno due Angeli, 1343 circa), la quale però presenta interventi di altri scultori di inferiore abilità. Inoltre partecipò alla scultura delle formelle per il campanile di Santa Maria del Fiore.
Le prime opere completamente autonome firmate da Nino furono eseguite intorno al 1350:
- la Madonna col Bambino per la basilica di Santa Maria Novella a Firenze[1];
- il San Basilio vescovo nella chiesa di San Francesco di Oristano.

Un documento depositato negli archivi dello Opera del Duomo di Orvieto afferma che Nino succedette al padre Andrea come capomastro del Duomo di Orvieto nel 1349, ma in un documento orvietano del 9 marzo 1353 è scritto che Matteo di Ugolino da Bologna assumeva la carica di capomastro dell'Opera del Duomo di Orvieto: questo lascia intendere che Nino abbia abbandonato Orvieto per recarsi in altro luogo, presumibilmente a Pisa. Questa supposizione non può essere accertata poiché le notizie sono scarse riguardo al periodo compreso tra il 1350 e il 1359; fa eccezione un documento del 1358, in cui Nino del fu Andrea da Pontedera, orafo della cappella di San Lorenzo di Rivolta, Goccio del fu Gaddo e Simone detto Baschiera, si impegnano a realizzare una tabula argentea cum figuris schultis per l'altare del duomo di Pisa, opera perduta.

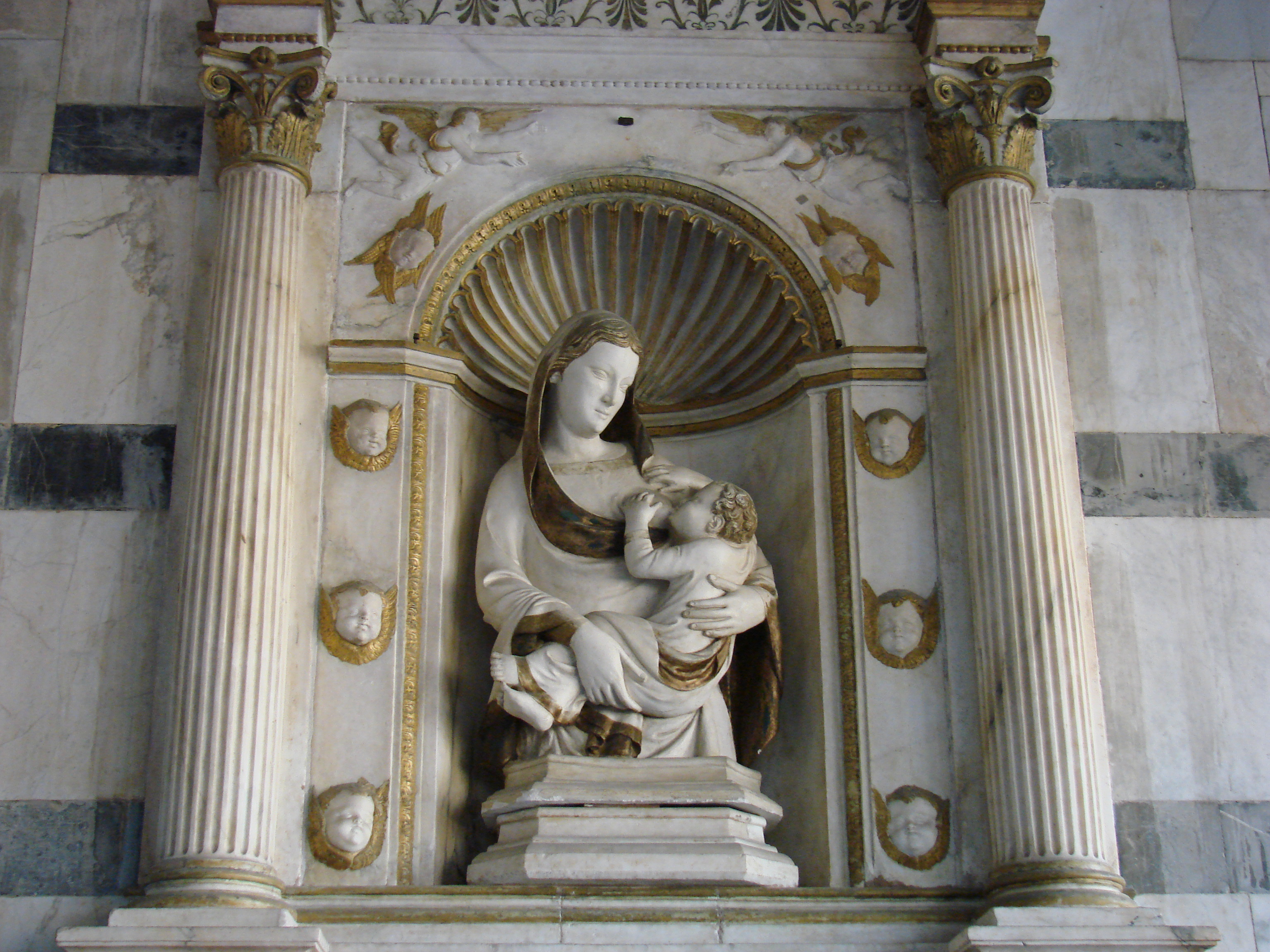
Madonna del Latte, chiesa di Santa Maria della Spina, Pisa

Un'altra prova della presenza di Nino a Pisa proviene da un atto di allogazione più tardo, datato 15 marzo 1362, per il Monumento funebre dell'arcivescovo Giovanni Scherlatti (del quale è di mirabile fattura il San Paolo), ora conservato nel Museo dell'Opera del Duomo di Pisa. A cavallo tra gli anni cinquanta e sessanta del Trecento lavorò per un altro arcivescovo della città di Pisa, progettando il Monumento funebre per l'arcivescovo Francesco Moricotti, eseguito poi dai suoi allievi. Entrambi i monumenti funebri si trovano nel Museo dell'Opera del Duomo di Pisa, ma precedentemente occupavano la Cappella Aulla del Camposanto Monumentale di Pisa.
Altre opere attribuite a Nino e alla sua bottega sono:
- Madonna col Bambino, scultura lignea policroma nella chiesa di San Nicola a Pisa;
- Crocifisso nella chiesa di San Michele in Borgo a Pisa;
- Madonna in marmo nella chiesa di Santo Stefano di Marinasco (La Spezia);
- Madonna annunciata e Angelo annunciante, rispettivamente nel duomo di Oristano e nel palazzo vescovile di Bosa;
- Madonna col Bambino in marmo, già nel convento della chiesa di Santa Maria a Mantignano (vicino a Firenze) ora in deposito presso il Museo diocesano di Santo Stefano al Ponte;
- Madonna con Bambino, detta Madonna di Trapani, nella basilica santuario di Maria Santissima Annunziata di Trapani.

Una delle ultime opere di Nino è il gruppo marmoreo dell'Annunciazione per la chiesa di Santa Caterina a Pisa. Della monumentale scultura, in origine addossata ai due pilastri della cappella dell'altare maggiore, esiste anche una copia lignea, quasi sicuramente di sua mano o dei suoi allievi, oggi alla National Gallery di Washington. Stando alle parole del Vasari, l'autore avrebbe firmato l'opera sulla base:
Fece ancora Nino, per un altare di Santa Caterina pur di Pisa, due statue di marmo, cioè una Nostra Donna et un Angelo che l'annunzia, lavorate, sì come l'altre cose sue, con tanta diligenza che si può dire ch'elle siano le migliori che fussino fatte in que' tempi. Sotto questa Madonna Annunziata intagliò Nino nella base queste parole: "A DÌ PRIMO FEBBRAIO 1370" e sotto l'Angelo: QUESTE FIGURE FECE NINO FIGLIUOLO D'ANDREA PISANO.
Nino ha lasciato la sua firma anche sulla Madonna con Bambino del monumento del doge Marco Corner (m. 1368) nel presbiterio della basilica di San Zanipolo a Venezia; l'opera, da considerarsi forse l'ultima delle sue realizzazioni, è stata manomessa in occasione di uno spostamento; tuttavia si possono ricondurre alla mano di Nino tutte le statue dei Santi che accompagnano la Madonna (il sarcofago con l'immagine del defunto è forse opera di maestranze venete).
Non abbiamo notizie certe sulla data della morte di Nino, probabilmente nel 1368, come attesta un documento di pagamento (finale) di 20 fiorini da versare ad Andrea di Nino, suo figlio, per il Monumento funebre di Giovanni dell'Agnello e recante la data del 5 dicembre 1368.

## Galleria d'immagini

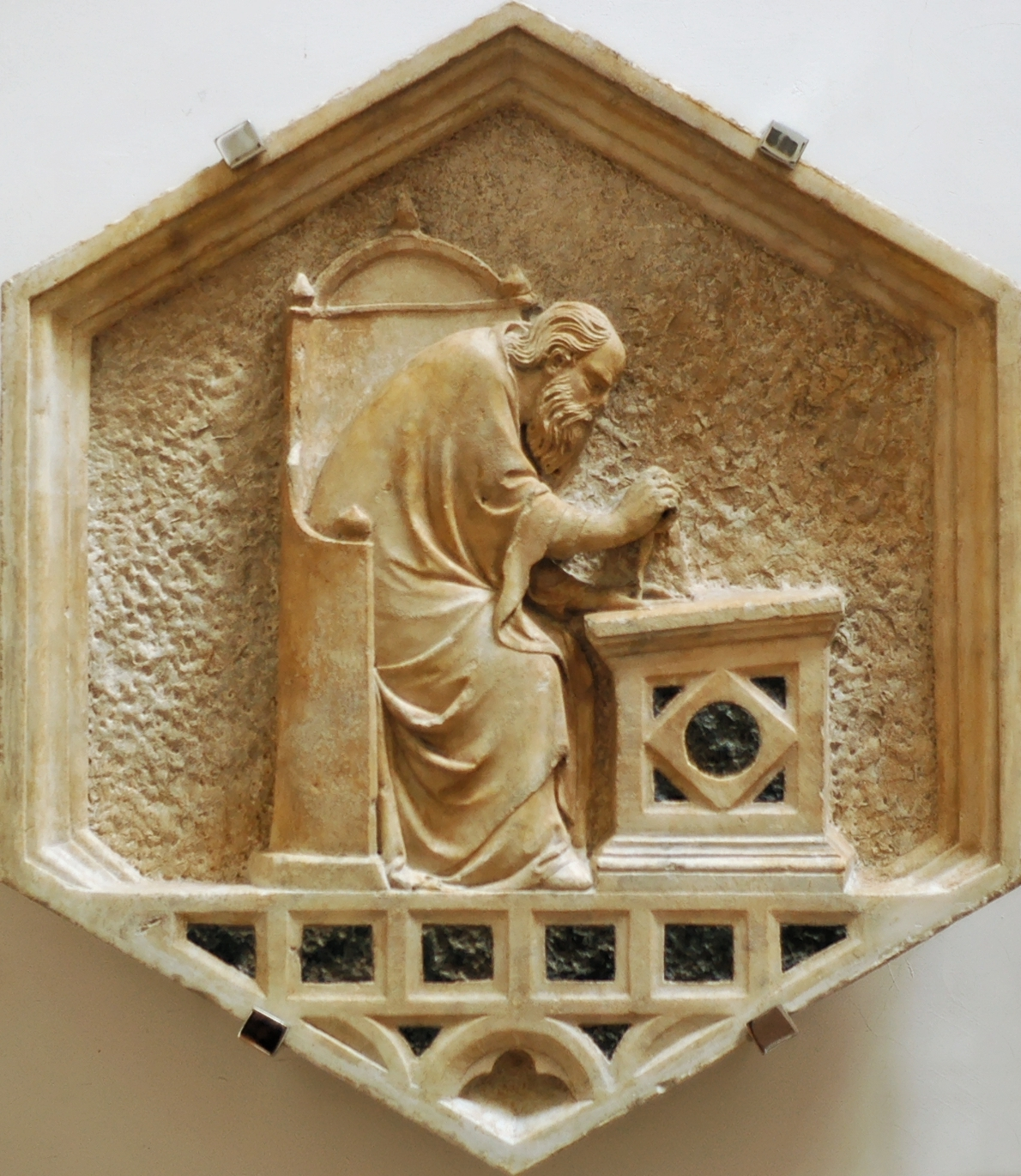
Euclide, formella dal campanile di Giotto, Firenze, Museo dell'Opera del Duomo
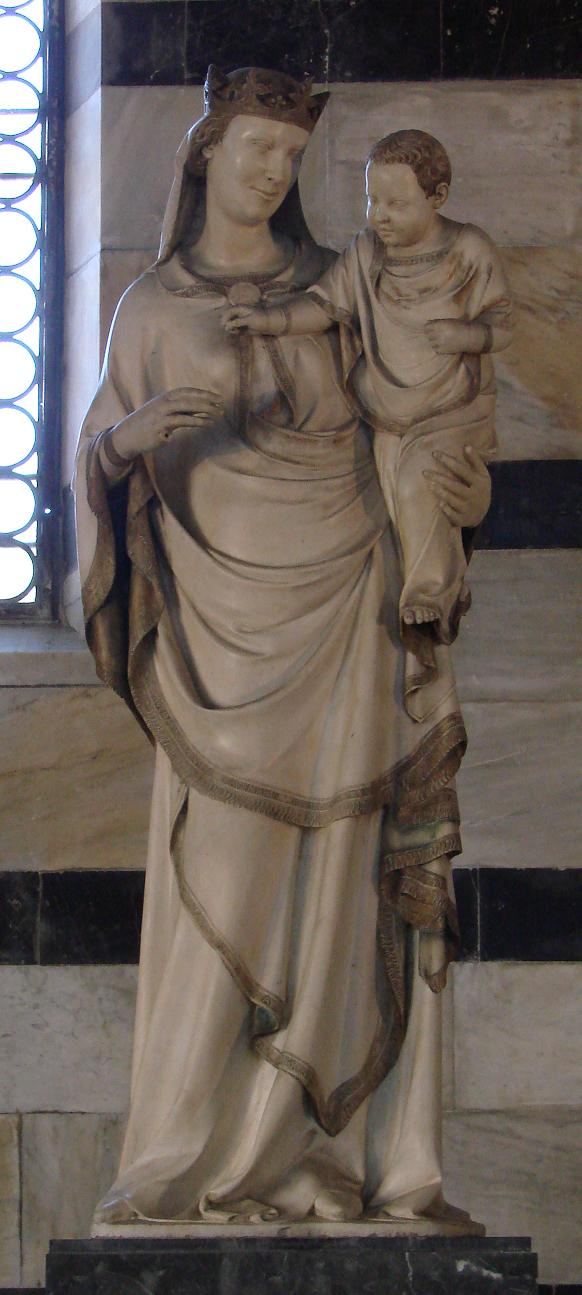
Madonna della Rosa, 1343-1347, Chiesa di Santa Maria della Spina, Pisa
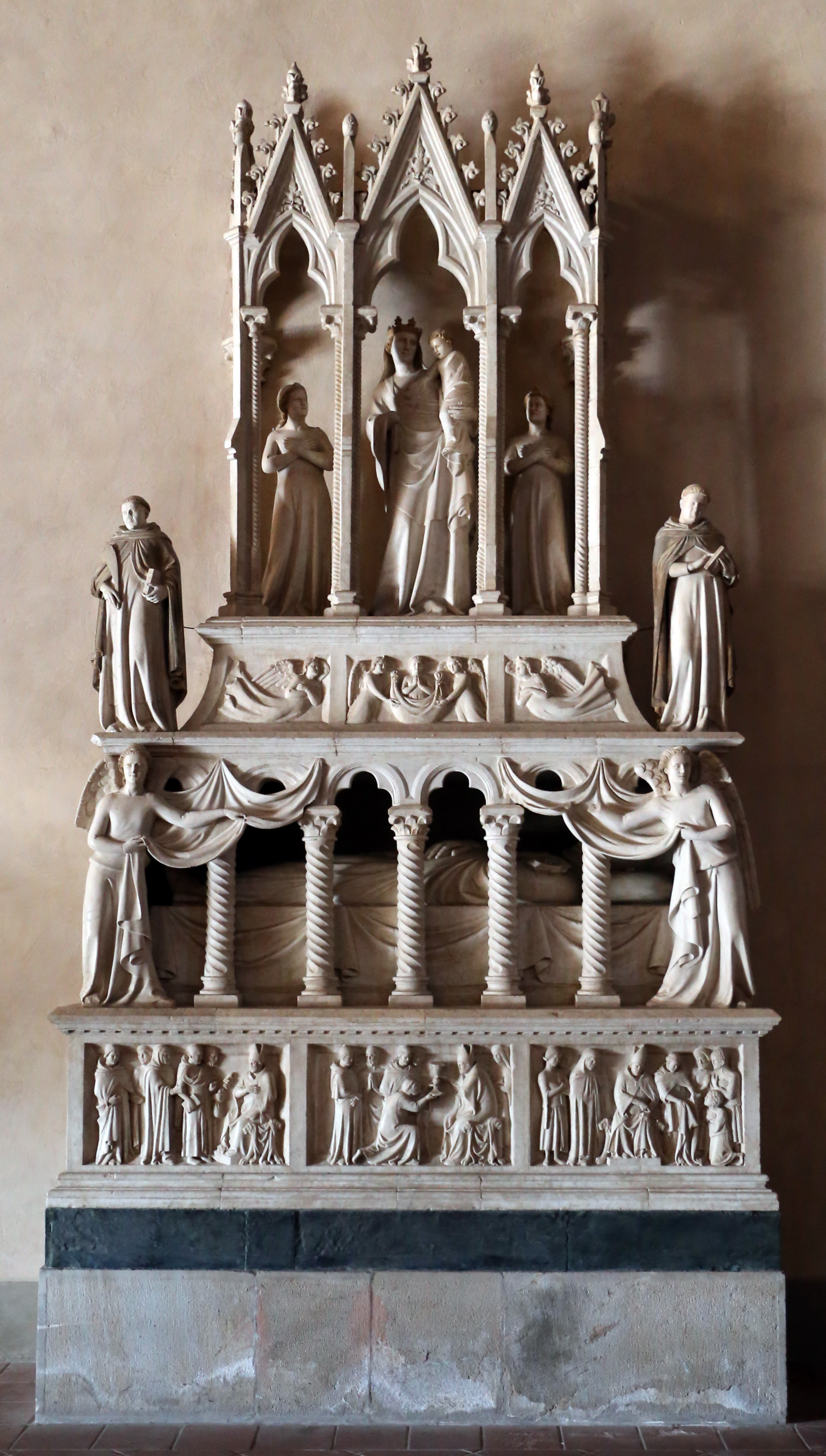
Monumento per Arcivescovo Saltarelli, Chiesa di Santa Caterina, Pisa
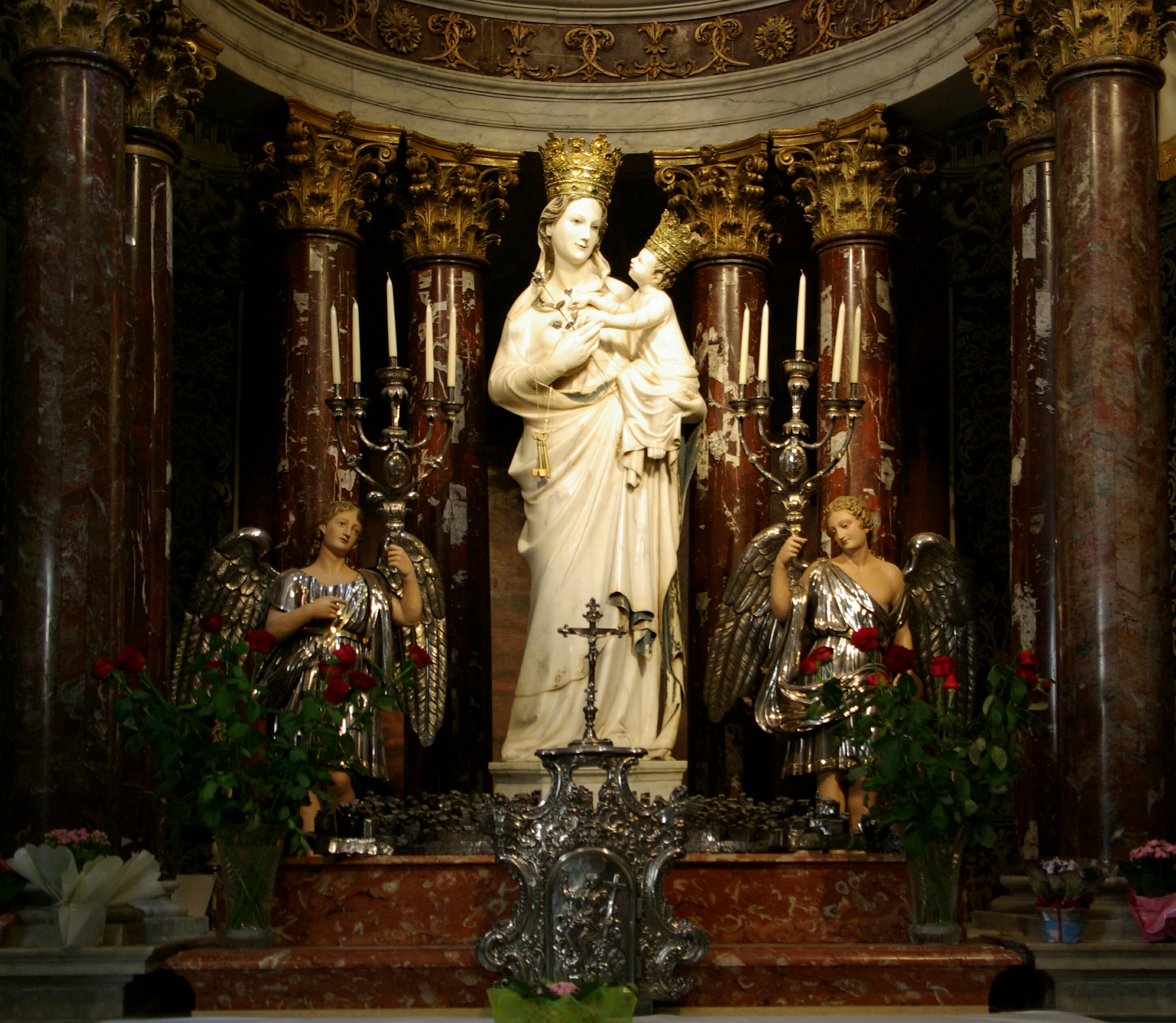
Statua della Madonna di Trapani nella basilica santuario di Maria Santissima Annunziata, Trapani
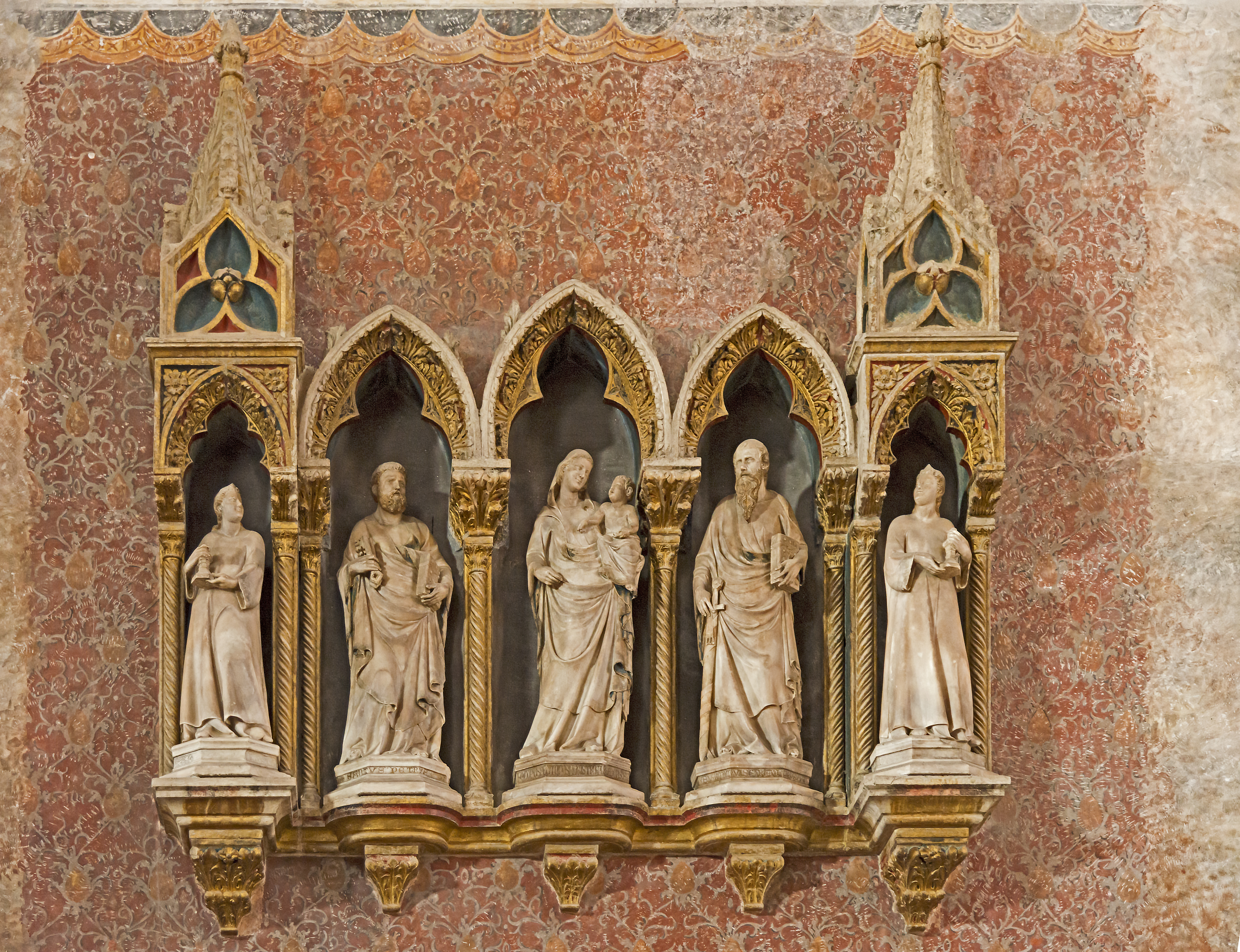
Tomba de Marco Corner San Zanipolo